# Liste der Bodendenkmale in Bahrdorf
In der Liste der Bodendenkmale in Bahrdorf sind alle Bodendenkmale der niedersächsischen Gemeinde Bahrdorf aufgelistet. Die Quelle ist der Denkmalatlas Niedersachsen.
- Diese Liste erhebt keinen Anspruch auf Vollständigkeit.
- Die Angaben ersetzen nicht die rechtsverbindliche Auskunft der zuständigen Denkmalschutzbehörde.
- Es sind nur Daten aus dem Denkmalatlas verarbeitet.
- Der Stand der Liste ist der 25. August 2024.

Bahrdorf im Landkreis Helmstedt

## Allgemein
In den Spalten finden sich folgende Informationen des Bodendenkmales:
| Lage         | geographische Koordinaten                                                           |
| Bezeichnung  | Bezeichnung lt. Denkmalatlas                                                        |
| Beschreibung | Beschreibung lt. Denkmalatlas                                                       |
| ID           | Objekt-ID                                                                           |
| Bild         | Bild, ggf. zusätzlich mit Link zu weiteren Fotos im Medienarchiv Wikimedia Commons. |

## Fleitmühle
| Lage                        | Bezeichnung            | Beschreibung                                                                                        | ID       | Bild |
| --------------------------- | ---------------------- | --------------------------------------------------------------------------------------------------- | -------- | ---- |
| 52° 24′ 14″ N, 11° 0′ 33″ O | Bahrdorf 3, Grenzstein | Dicht an der Landesgrenze zu Sachsen-Anhalt, auf dem Gelände der "Fleitmühle" steht ein Grenzstein. | 28979219 | BW   |

## Zum Blanken

### Bahrdorf 1
- ID: 28980206
- Komplex aus mehreren Landwehrabschnitten und Wölbäckern.

| Lage                         | Bezeichnung              | Beschreibung | ID       | Bild |
| ---------------------------- | ------------------------ | --- | -------- | ---- |
| 52° 22′ 17″ N, 10° 59′ 31″ O | Bahrdorf 1, Landwehr     | Südlich der Straße Bahrdorf-Rickensdorf, unmittelbar südwestlich der Straße Velpke-Weferlingen beginnt eine etwa Nordnordost-Südsüdwest verlaufenden Landwehr, bestehend aus einem Wall, der auf jeder Seite von einem Graben begleitet wird. Östlicher Graben: Br. 4,50 m; T. 0,60 m. Wall : Br. 5,60 m; H. 0,90 m. Westlicher Graben: Br. 4,10 m; T. 0,20 m. Die Landwehr verläuft im spitzen Winkel auf die Landwehrsysteme FStNr. 1 und 2 zu; sie ist weniger geradlinig im Verlauf als diese. Vermutlich handelt es sich wie bei FStNr. 1 um eine Straßensperre (die Straße Velpke-Weferlingen entspricht einem alten Fuhrmannsweg von Vorsfelde nach Helmstedt). Vielleicht ist diese Landwehr älter als FStNr. 1 und 2. | 28980200 | BW   |
| 52° 22′ 15″ N, 10° 59′ 34″ O | Bahrdorf 2, Landwehr     | Beiderseits der Straße Bahrdorf-Rickensdorf, ca. 40 m östlich von FStNr. 1 befindet sich ein Nordnordwest-Südsüdost verlaufendes Landwehrsystem. Der größere Teil der Landwehr liegt südlich der Straße. Die Anlage besteht aus mehreren Gräben und Wällen. Östlicher Graben: Br. 2,60 m; T. ca. 0,40 m; Hauptgraben: Br. 4,10 m; T. ca. 0,30 m; Hauptwall: Br. 6,00 m; H. 0,70 m; westlicher Wall: Br. 2,60 m; H. 0,40 m. Das System verläuft parallel zu der Landwehr FStNr. 1 und bildet vielleicht eine Einheit mit dieser. | 28980202 | BW   |
| 52° 22′ 14″ N, 10° 59′ 38″ O | Bahrdorf 3, Landwehr     | Südlich der Straße Bahrdorf-Rickensdorf, unmittelbar südwestlich der Straße Velpke-Weferlingen beginnt eine etwa Nordnordost-Südsüdwest verlaufenden Landwehr, bestehend aus einem Wall, der auf jeder Seite von einem Graben begleitet wird. Östlicher Graben: Br. 4,50 m; T. 0,60 m. Wall : Br. 5,60 m; H. 0,90 m. Westlicher Graben: Br. 4,10 m; T. 0,20 m. Die Landwehr verläuft im spitzen Winkel auf die Landwehrsysteme FStNr. 1 und 2 zu; sie ist weniger geradlinig im Verlauf als diese. Vermutlich handelt es sich wie bei FStNr. 1 um eine Straßensperre (die Straße Velpke-Weferlingen entspricht einem alten Fuhrmannsweg von Vorsfelde nach Helmstedt). Vielleicht ist diese Landwehr älter als FStNr. 1 und 2. | 28980203 | BW   |
| 52° 22′ 5″ N, 10° 59′ 42″ O  | Blanken 4, Wölbackerbeet | Südlich des Vorwerks „Zum Blanken“, im Südteil der ausgewiesenen Schutzfläche, beiderseits der Landwehr FStNr. 1 liegt ein gut erhaltenes Wölbackerfeld mit annähernd Nord-Süd Ausrichtung. Die Wölbackerbeete sind ca. 9,00 – 10,00 m breit; H. bis 0,50 m. Im Südosten werden sie durch einen Wall mit Graben abgegrenzt. Diese Wölbäcker sind ein außergewöhnlich gut erhaltenes Beispiel für Altäcker. | 28980204 | BW   |
| 52° 22′ 7″ N, 10° 59′ 31″ O  | Blanken 5, Wölbackerbeet | Südlich des Vorwerks „Zum Blanken“, nördlich und nordwestlich des Wölbackersystems FStNr. 4 befindet sich ein weiteres Wölbackersystem. Die Beete sind Westsüdwest-Ostsüdost orientiert. Das Feld wird durch die Landwehr FStNr. 1-3 geschnitten bzw. begrenzt. Die Wölbackerbeete westlich der FStNr. 1 sind am deutlichsten erkennbar; Br. 8,00 – 11,00 m; H. bis 0,40 m. An den Kopfenden sind sie hochgepflügt. Sonstige Wölbäcker sind sehr verwaschen und nur stellenweise sichtbar. | 28980205 | BW   |